# What’s Going On
What’s Going On ist das elfte Studioalbum des Soul-Sängers und Songwriters Marvin Gaye. Es erschien am 21. Mai 1971 über Tamla Records (Motown). What’s Going On ist außerdem der Titelsong des Albums. What’s Going On ist das erfolgreichste und wichtigste Album von Marvin Gaye, der hier erstmals die Soulmusik und den Motown-Sound der früheren Jahre in einem Konzeptalbum zu einer künstlerischen und politischen Aussagekraft führte.
Es wurde eines der berühmtesten Soulalben und unterschied sich aufgrund der musikalischen Arrangements (Verwendung von Elementen aus Jazz und Klassik) sowie der Texte (politische Aussagen zu Umweltschutz, politischer Korruption, Drogenmissbrauch und Vietnamkrieg) von anderen damaligen Produktionen des Genres und insbesondere der Motown-Produktionen.

## Entstehung
In dem Album verarbeitete Gaye sein Entsetzen über die Berichte seines Bruders Frankie, der gerade aus dem Vietnam-Krieg zurückgekehrt war.
Er erzählt u. a. die Geschichte eines afroamerikanischen Vietnamveteranen, der nach seiner Rückkehr ein Land vorfindet, das ihm immer noch feindlich gegenübersteht, obwohl er für dieses Land in den Krieg gezogen ist. Weitere Inspiration waren seine Trauer über den frühen Krebstod seiner langjährigen Duettpartnerin Tammi Terrell und diverse private Probleme.
Der erste Anstoß kam durch die Musiker Renaldo „Obie“ Benson und Al Cleveland, die Gaye im Juni 1970 aufmunterten, ihren neuen Song What’s Going On mitzuproduzieren und ihn bei Motown zu veröffentlichen. Schließlich wurde entschieden, dass Gaye selbst den Gesangspart übernehmen sollte. Berry Gordy weigerte sich zunächst, die Single zu veröffentlichen, da er sie für zu kritisch und kommerziell wenig erfolgversprechend hielt. Erst als Gaye damit drohte, nie wieder für Motown zu singen, lenkte Gordy ein. Nachdem die Single mit Platz eins der R&B- und Platz zwei der US-Pop-Charts großen Erfolg hatte, machte Gordy eine Kehrtwendung und forderte Gaye dazu auf, ein Album in diesem Stil zu produzieren. Gaye erhielt dabei weitreichende Freiheiten. Das daraus resultierende gleichnamige Album hatte vier Top-Ten-Singles, das Titelstück, Mercy Mercy Me, Inner City Blues und Save The Children.
What’s Going On ist ein „in sich geschlossenes“ Album, da die einzelnen Songs größtenteils ohne Pausen ineinander übergehen.
Marvin Gaye produzierte erstmals ein Album selbst und erreichte dadurch eine größere Unabhängigkeit, die ihm die Komplexität der Themenauswahl und die musikalische Vielfalt erlaubte. Die Songs sind auch inhaltlich miteinander verwoben.
What’s Going On ist die erste Platte, auf der die legendäre Motown-Studioband The Funk Brothers offiziell erwähnt wird.

## Besetzung
- Gesang, Piano, Mellotron (Track 6), Cajón (Track 1) – Marvin Gaye
- Begleitgesang – Jackie Hicks, Marlene Barrow, Louvain Demps, Mel Farr, Charlie Sanders, Lem Barney, Dave Bing, Bobby Rogers, Elgie Stover, Kenneth Stover
- Violine – Gordon Staples, Zinovi Bistritzky, Beatriz Budinzky, Richard Margitza, Virginia Halfmann, Felix Resnick, Alvin Score, Lillian Downs, James Waring
- Bratsche – Edouard Kesner, Meyer Shapiro, David Ireland, Nathan Gordon
- Violoncello – Italo Babini, Thaddeus Markiewicz, Edward Korkigan
- Kontrabass – Max Janowsky
- Harfe – Carole Crosby
- Flöte – Dayna Hardwick, William Perich
- Saxophon – Larry Nozero, Angelo Carlisi, George Benson, Tate Houston
- Trompete – John Trudell, Maurice Davis
- Oboe – Nilesh Pawar
- Posaune – Carl Raetz
- Altsaxophon – Eli Fontaine
- Tenorsaxophon – Wild Bill Moore
- Celesta – Johnny Griffith
- Keyboard – Earl Van Dyke
- Vibraphon, Perkussion – Jack Brokensha
- Gitarre – Joe Messina, Robert White
- Bass – James Jamerson, Bob Babbitt (Tracks 6,7,8,9)
- Schlagzeug – Chet Forest
- Tamburin, Perkussion – Jack Ashford
- Bongos, Congas – Eddie Brown, Earl DeRouen, Bobbye Hall (Track 9)
- Dirigent – David Van DePitte

## Titelliste
Seite A
1. What’s Going On (Al Cleveland, Marvin Gaye, Renaldo Benson) – 3:53
2. What’s happening Brother (James Nyx, Marvin Gaye) – 2:43
3. Flyin’ High (In the Friendly Sky) (Marvin Gaye, Anna Gordy Gaye, Elgie Stover) – 3:49
4. Save the Children (Al Cleveland, Marvin Gaye, Renaldo Benson) – 4:03
5. God is Love (Marvin Gaye, Anna Gordy Gaye, Elgie Stover, James Nyx) – 1:41
6. Mercy Mercy Me (Marvin Gaye) – 3:16

Seite B
1. Right On (Earl DeRouen, Marvin Gaye) – 7:31
2. Wholy Holy (Al Cleveland, Marvin Gaye, Renaldo Benson) – 3:08
3. Inner City Blues (Make Me Wanna Holler) (Marvin Gaye, James Nyx, Anna Gaye, Elgie Stover) – 5:26

CD-Bonustracks
1. God Is Love (Single Version) – 2:48
2. Sad Tomorrows (Marvin Gaye, Fuller B. Gordy, Delores Wilkinson) – 2:22

## Erfolge
Das Album stand neun Wochen auf Platz eins der US-amerikanischen R&B-Charts und erreichte Platz 6 als höchste Platzierung in den US-amerikanischen Popcharts. Die Singleauskoppelungen erreichten 1971 folgende Platzierungen: What’s Going On (R&B – Platz 1, Pop – Platz 2), Mercy Mercy Me (R&B – Platz 1, Pop – Platz 4), Inner City Blues (R&B – Platz 1, Pop – Platz 9), Save The Children (UK – Platz 9).

## Rezeption
Das Album gilt als Gayes Meisterwerk und ist in etlichen Bestenlisten auf vorderen Plätzen vertreten.
Die Musikzeitschrift Rolling Stone wählte What’s Going On 2003 und 2012 auf Platz 6 der 500 besten Alben aller Zeiten. In der Abstimmung von 2020 erreichte es den ersten Platz. Der Titelsong belegte 2004 Platz 4 und 2021 Platz 6 der 500 besten Songs aller Zeiten.
In der Auswahl der 500 besten Alben aller Zeiten des New Musical Express wurde What’s Going On auf Platz 25 gewählt.
The Guardian kürte What’s Going On 1997 zum besten Album aller Zeiten.
Die Zeitschrift Uncut wählte es auf Platz 13 der 200 besten Alben aller Zeiten.
Pitchfork führt What’s Going On auf Platz 49 der 100 besten Alben der 1970er Jahre und den Titelsong auf Platz 3 der 200 besten Songs des Jahrzehnts.
Die deutsche Zeitschrift Musikexpress wählte den Song What’s Going On auf Platz 4 der 100 besten Songs aller Zeiten.
Das Magazin Time nahm What’s Going On in die Zusammenstellung der 100 wichtigsten Alben auf.
Das Album gehört zu den 1001 Albums You Must Hear Before You Die.
1998 wurde What’s Going On in die Grammy Hall of Fame aufgenommen, 2003 in die National Recording Registry.